# Invånarnamn
Invånarnamn eller demonym är namnet på en invånare boende på ett visst ställe, varifrån demonymen har fått namnet. Ordet kommer från grekiskans demos, som betyder befolkning, och nym, som betyder namn, således blir ordet översatt "namn på befolkning". Ordet är relativt ovanligt utanför geografiska kretsar och är ovanligt i vanliga ordböcker. 
Några ställen, speciellt mindre städer, har ibland inget etablerat ord för dess invånare, vilket toponymister arbetar med att hitta på. Medan många demonymer kommer av namn på platser, finns det länder som kallats efter namnet på invånarna, så till exempel Danmark från daner, Thailand från thai och Frankrike från franker. Det beror på att folkstammarna ofta har en längre historia än själva landet.
Ibland har det varit problematiskt att benämna olika invånare, som i exempelvis fall som Nord- och Sydkorea, där båda vill kallas koreaner, eller USA där invånarna kallas amerikaner, vilket dock även kan syfta på invånare i hela Amerika. Likaledes kallas både invånarna i Kongo-Brazzaville och Kongo-Kinshasa för kongoleser.